# 奥利维耶·潘尼斯
奥利维耶·潘尼斯(Olivier Panis，1966年9月2日—，生于里昂)，是一位法国赛车手。
潘尼斯1994年加入F1，为利吉尔车队效力，当时他已经有27岁了。在1994年德国大奖赛上他取得了第2名的好成绩，全年获得9个积分，排在积分榜第11位。1995年他的表现更为出色，在1995年澳大利亚大奖赛上又获得了亚军，尽管落后第1名达蒙·希尔2圈之多。全年积16分排名地8。
1996年他在摩纳哥站获得了职业生涯的唯一一场分站赛冠军。在潮湿而狭窄的赛道上，很多大牌车手退出了比赛，最终只有3辆赛车冲过终点线，而潘尼斯夺得冠军。1996年获得13分排名第9。
1997年F1前世界冠军阿兰·普罗斯特收购了利吉尔车队，改名为普罗斯特车队。潘尼斯也就成为了该车队的车手。该年度的前6站过后，他在积分榜上已居第3位。但他在加拿大站经历了严重事故，导致他缺席了此后的7站比赛。虽然缺席了近半个赛季的比赛，他还是获得了16个积分，排名第9。1998~1999年普罗斯特车队赛车竞争力急剧下降，1998年潘尼斯竟然一分未得，1999年也只有2个积分。此后他离开了这支车队。
2000年他成为迈凯伦车队的一名试车手。
2001年他加入了英美车队，成为了正式车手。英美车队实力并不强劲，2001年他只获得3个积分排名第14位。2002年甚至遇到了前7站全部退赛的尴尬局面，获得2个积分排名第14位。
2003年潘尼斯转投丰田车队。当年他排位赛成绩出众，但正式比赛结果仍不尽人意，获得6分排名第15位。2004年他继续为丰田车队效力，参加了该年度18站比赛中的前17站，获得6分排名第14名，而最后一站2004年巴西大奖赛，巴西车手里卡多·宗塔替代了潘尼斯的位置。2004年是他作为正式车手参加F1的最后一年，此时他已经37岁，是当年所有车手中年龄最大的一位。2005~2006年他在丰田车队担任试车手。
2008年他参加了勒芒系列赛（Le Mans Series）。